# Luigi Ferretti
Luigi Ferretti, född 1836 i Rom, död 1881 där, var en italiensk poet. Han var son till Jacopo Ferretti.
Ferretti har diktat sonetter på romersk dialekt, hans sonetti romaneschi utgavs 1879.